# Bakshish Singh
Bakshish Singh (ur. 20 stycznia 1924 w Jind) – indyjski zapaśnik walczący w stylu wolnym. Olimpijczyk z Melbourne 1956, gdzie zajął dziewiąte miejsce w kategorii do 79 kg.

## Letnie Igrzyska Olimpijskie 1956
| Konkurencja      | Rundy eliminacyjne     | Rundy eliminacyjne    | Rundy eliminacyjne     | Klas. końcowa |
| Konkurencja      | Przeciwnik I           | Przeciwnik II         | Przeciwnik III         | Miejsce       |
| ---------------- | ---------------------- | --------------------- | ---------------------- | ------------- |
| 79 kg styl wolny | William Davies (AUS) Z | Manie van Zyl (ZAF) P | Bengt Lindblad (SWE) P | 9.            |